# Plateforme de glace de Riiser-Larsen
- Plateforme de glace de Riiser-Larsen

Plateforme de glace de Riiser-Larsen

La plateforme de glace de Riiser-Larsen est une plateforme de glace longue d'environ 400 km, flottant sur l'extrême Est de la Mer de Weddell, et alimentée par des courants de glace de la Terre de la Reine-Maud. Elle est délimitée par le Cap Norvegia, au nord, et par l'île Lyddan et la Langue flottante du glacier Stancomb-Wills, au sud. Sa superficie a été estimée à 43 450 km2 en 2013. 
Certaines parties de la barrière de glace sont aperçues par William Speirs Bruce en 1904, Ernest Shackleton en 1915, et Hjalmar Riiser-Larsen en 1930.